# 格拉諾韋 (克拉斯諾赫拉德區)
49°30′29″N 35°37′15″E / 49.50806°N 35.62083°E
赫拉諾韋（烏克蘭語：Гранове）是位於烏克蘭東部的村莊，由哈爾科夫州别列斯京区的克拉斯諾赫拉德市鎮負責管轄。該村處於別列斯托文卡河左岸，距離舊維里夫卡1公里和貝雷斯托韋尼卡2公里，始建於1800年，面積0.2平方公里，海拔高度103米，2001年人口12。